# Patrick Suffo
Patrick Suffo-Kengné, kamerunski nogometaš, * 17. januar 1978, Ebolowa, Kamerun.
Sodeloval je na nogometnemu delu poletnih olimpijskih iger leta 2000.